# Jining Qufu Airport
Jining Qufu Airport (kinesiska: 济宁曲阜机场, 濟寧曲阜機場, Jìníng Qūfù Jīchǎng) är en flygplats i Kina. Den ligger i provinsen Shandong, i den östra delen av landet, omkring 160 kilometer söder om provinshuvudstaden Jinan.
Runt Jining Qufu Airport är det tätbefolkat, med 636 invånare per kvadratkilometer. Trakten runt Jining Qufu Airport består till största delen av jordbruksmark.
Genomsnittlig årsnederbörd är 685 millimeter. Den regnigaste månaden är juli, med i genomsnitt 197 mm nederbörd, och den torraste är januari, med 3 mm nederbörd.